# Morbius
Morbius eller Michael Morbius är en fiktiv karaktär i serierna om Spindelmannen. 
Vampyren Morbius har i serien varit omväxlande en fiende och partner till Spindelmannen. När de två var fiender lyckades Spindelmannen avbryta Morbius under sin jakt ett flertal gånger, och Morbius lyckades alltid lämna Spindelmannen i ett inte alltför sönderslaget skick (kanske ett tecken på viss vänskap).
Morbius är egentligen ingen riktig vampyr utan lider av en sällsynt blodsjukdom som gör att han måste ha blod för att överleva. Därför kan han inte bli dödad som vanliga vampyrer blir, till exempel med vigvatten eller pålar.
- Färdigheter: kan flyga och läker snabbt fysiska skador, överlägset stark och snabb
- Krafter: kan förvandla andra till vampyrer
- Vapen: inga